# Bastió dels Pescadors
La Halászbástya o Bastió dels Pescadors és una terrassa d'estils neogòtic i neoclàssic situada a la riba del Danubi que pertany a Buda, sobre el turó del castell de Buda, a Budapest, Hongria. Va ser dissenyat per Frigyes Schulek i construït en estil neoromànic entre 1895 i 1902; ocupa un espai molt cèntric en l'antiga ciutadella, que permetia una visió sense obstacles de tot Pest; l'emplaçament, però, no es va decidir per la vista, sinó per commemorar l'existència d'un mercat del peix medieval en les proximitats del turó, a Vízívaros.
La construcció del bastió va desestabilitzar els fonaments d'una església dominicana que es trobava a la rodalia, i en propicià l'enderrocament. Encara avui es poden veure les restes d'aquest temple dins d'un hotel proper. L'estructura està formada per set torres, cadascuna de les quals simbolitza una de les tribus magiars que es van establir en aquesta àrea l'any 896, a més d'incorporar una estàtua de sant Esteve I, primer rei cristià d'Hongria.
Entre 1947–48 es va dur a terme una reconstrucció de les destrosses produïdes durant la Segona Guerra Mundial, en què gairebé va quedar destruït. L'encarregat de reformar el bastió fou János Schulek, fill de l'arquitecte que l'havia construït, afegint-hi aspectes nous, com un restaurant.

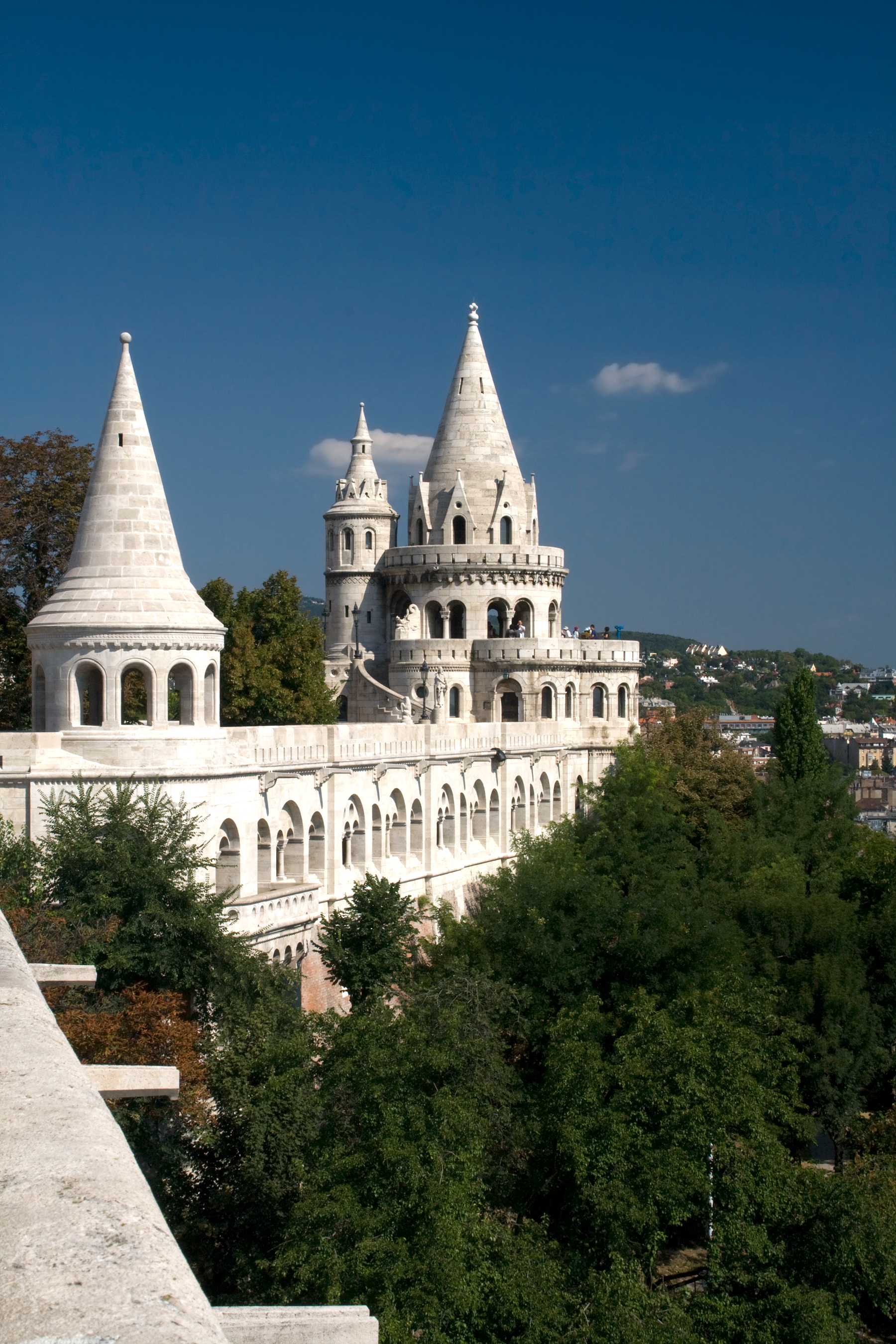
Una de les torres del bastió